# Міхаель Скіббе
Міхаель Скіббе (нім. Michael Skibbe, нар. 4 серпня 1965, Гельзенкірхен) — німецький футболіст, що грав на позиції нападника. По завершенні ігрової кар'єри — тренер.

## Клубна кар'єра
Народився 4 серпня 1965 року в місті Гельзенкірхен. Вихованець юнацьких команд футбольних клубів «Ваттеншайд 09» та «Шальке 04».
У дорослому футболі дебютував за «Шальке 04» 26 травня 1984 року в матчі Другої Бундесліги проти «Рот-Вайса» (Ессен), замінивши на 67-й хвилині Олафа Тона, і допоміг команді перемогти 3:2, в результаті чого клуб зайняв 2-ге місце в чемпіонаті і вийшов до Бундесліги.
Дебютував у Бундеслізі 12 березня 1985 року в домашньому матчі проти «Баєра 04» (4:2), а в наступному сезоні 1985/86 у грі з «Бохумом» (4:2) він забив свій єдиний гол у чемпіонаті на 53-й хвилині. 26 квітня 1986 року зіграв останній матч у німецькій Бундеслізі, коли «Шальке 04» в останньому 34 турі зіграв унічию 2:2 з «Баєром 04».
У сезоні 1986/87 він не зіграв жодного матчу через розрив хрестоподібних зв'язок і був змушений закінчити свою кар'єру у віці 22 років. Загалом на той час зіграв 14 матчів у німецькій Бундеслізі і забив 1 гол.

## Виступи за збірну
Виступав у складі юнацької збірної ФРН і з командою до 18 років взяв участь у юнацькому чемпіонат Європи 1983 року. Всього взяв участь у 18 іграх на юнацькому рівні, відзначившись 8 забитими голами.

## Кар'єра тренера
Після вимушеного завершення ігрової кар'єри Скіббе став тренером в юнацькій команді «Шальке 04», яку тренував у 1987—1989 роках.
Далі з 1989 по 1995 рік займав цю ж посаду у клубі «Боруссія» (Дортмунд), після цього у 1995—1998 роках був помічником головних тренерів першої команди: спочатку Оттмара Гіцфельда, а потім Невіо Скали. З 1 липня 1997 року до 1 липня 1998 року він був тренером резервної команди, після чого змінив Невіо Скалу на посаді головного тренера першої команди. Таким чином Скіббе став наймолодшим головним тренером в історії першої Бундесліги у віці 32 років. В першому сезоні Міхаель привів клуб до четвертого місця у чемпіонаті, але у другому результати погіршились і 6 лютого 2000 року він був звільнений.
2000 року прийняв пропозицію Німецького футбольного союзу і став помічником Руді Феллера у збірній Німеччини, який не мав відповідної ліцензії і таким чином не міг бути офіційним головним тренером збірної. З цією командою Скібе став віце-чемпіоном світу у 2002 році, але після провального Євро-2004, де німці не вийшли з групи, увесь тренерський штаб був звільнений. Тим не менш Міхаель залишився у федерації і з 24 серпня 2004 року по 9 жовтня 2005 року очолював юнацьку збірну U-18, а влітку 2005 року керував молодіжною збірною до 20 років на молодіжному чемпіонаті світу в Нідерландах, де його команда дійшла до чвертьфіналу.

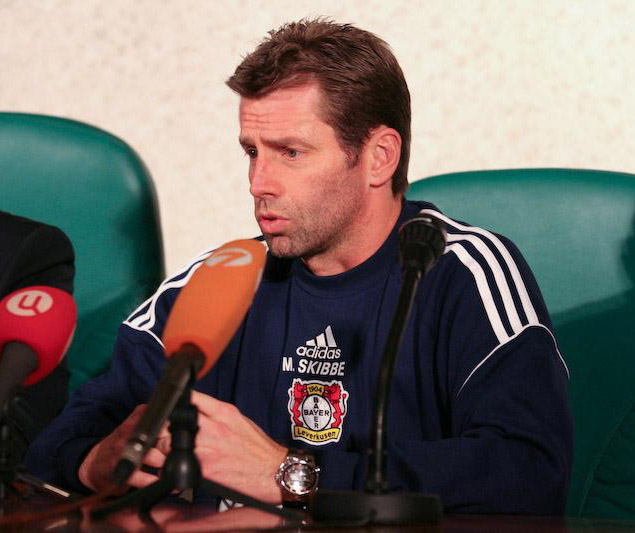
Міхаель Скіббе під час роботи з «Баєром 04». 2007 рік.

9 жовтня 2005 року Скіббе став головним тренером команди «Баєр 04», куди потрапив на запрошення колишнього колеги, а тепер спортивного директора клубу Руді Феллера. З цією командою Міхаель пропрацював три сезони, але після того як за підсумками сезону 2007/08 клуб зайняв низьке 7-ме місце і не потрапив у єврокубки вперше за тривалий час, 21 травня 2008 року Скіббе був звільнений з посади.
11 червня 2008 року Скіббе очолив турецький «Галатасарай», підписавши однорічний контракт з можливістю продовження ще на один сезон. Майже відразу Міхаель виграв з клубом свій перший трофей — Суперкубок Туреччини 2008 року, здолавши «Кайсеріспор» (2:1). Втім надалі у німця не вдалося продовжити показувати якісну гру — турецький гранд не зміг пробитись у груповий етап Ліги чемпіонів УЄФА, програвши в кваліфікації «Стяуа» (Бухарест), а також не вражав результатами й у внутрішньому чемпіонаті, через що 23 лютого 2009 року він був звільнений після розгромної поразки 2:5 від скромного «Коджаеліспора».
4 червня 2009 року Скіббе замінив Фрідгельма Функеля на посаді головного тренера «Айнтрахта» (Франкфурт-на-Майні). У сезоні 2009/10 команда зайняла 10-те місце у Бундеслізі, але другий сезон виявився невдалим, через що Міхаель 22 березня 2011 року був звільнений, здобувши лише 5 очок в останніх 10 іграх, а клуб перебував у зоні вильоту. Міхаеля змінив Крістоф Даум, але виправити ситуацію не зумів і «Айнтрахт» таки вилетів з елітного дивізіону.
Скіббе же повернувся до Туреччини, очоливши «Ескішехірспор». За підсумками першої половини сезону клуб займав 4-те місце, втім тренер через фінансові проблеми тривалий час не отримував заробітної плати і в кінці року розірвав контракт з командою, повернувшись на батьківщину, де 22 грудня 2011 року став головним тренером столичної «Герти». Втім з берлінською командою Скіббе не зумів показати жодних результатів, пропрацювавши на посаді лише у п'яти іграх (4 у Бундеслізі і одна у Кубку) і не зумів здобути жодного очка, а 12 лютого 2012 року був звільнений після поразки 0:5 від «Штутгарта». Пробувши лише п'ятдесят днів на посаді, він став рекордсменом як за тривалістю терміну, так і за кількістю проведених ігор серед головних тренерів в історії Бундесліги. При цьому, маючи контракт з «Гертою» до 2014 року, згідно з виданням Bild, отримав компенсацію у сумі 500 000 євро (плюс 150 000 євро вже заробленої зарплати), Скіббе виявився найоплачуванішим тренером Бундлесліги із зарплатою приблизно 15 000 євро на день. Сам Скіббе охарактеризував контракт і роботу з клубом як помилку.
17 травня 2012 року Скіббе був призначений на посаду головного тренера турецького «Карабюкспора», але і в цій команді у німця справи не пішли — здобувши лише 9 очок у 10 іграх Суперліги, Міхаель вже 5 листопада 2012 року був звільнений з команди, що перебувала на 16 місці.
16 червня 2013 року стало головним тренером швейцарського клубу «Грассгоппер», з яким став віце-чемпіоном у першому сезоні 2013/14. Втім другий сезон виявився невдалим і команда, вилетівши спочатку у кваліфікації до Ліги чемпіонів, не зуміла також потрапити і в групу Ліги Європи, в результаті у січні 2015 року контракт німецького спеціаліста з клубом було розірвано за обопільною згодою. Натомість 12 січня 2015 року він повернувся до турецького «Ескішехірспора», яким керував до 11 жовтня того ж року.
29 жовтня 2015 року Федерація футболу Греції призначила німця новим головним тренером збірної Греції. Німець мав відновити минулі досягнення команди після найжахливішої кваліфікації на чемпіонат Європи 2016 року, де збірна під керівництвом Серхіо Маркаряна зайняла останнє місце у групі, поступившись навіть Фарерським островам. Втім у дебютній грі під керівництвом Скіббе Греція 13 листопада 2015 року також сенсаційно програла, цього разу Люксембургу (0:1). Надалі німцю вдалося виправити ситуацію, зайнявши у відборі на чемпіонат світу 2018 року друге місце у групі, але в плей-оф команда була розбита хорватами (1:4, 0:0) і не потрапила на «мундіаль», де хорвати згодом стали віце-чемпіонами світу. Незважаючи на невдачу, Скіббе залишився на посаді, оскільки Федерація футболу Греції «визнала внесок Скіббе у відновлення статусу національної збірної у футбольному світі після руйнівної кампанії Євро-2016» і продовжила контракт з тренером. Міхаель розпочав зі збірною дебютний розіграш Ліга націй УЄФА, де його команда у перших чотирьох іграх два рази виграла і стільки ж програла, через що 24 жовтня 2018 року німця було звільнення з посади ще до закінчення турніру.

## Титули і досягнення

### Як тренера
- Володар Суперкубка Туреччини: 2008
- Володар Кубка Джей-ліги: 2022
- Володар Суперкубка Японії: 2025